# 桐ノ庄村
桐ノ庄村（きりのしょうむら）は、京都府船井郡にあった村。現在の南丹市園部町中心部の北方一帯にあたる。

## 地理
- 河川：陣田川、横尾川、山田川、木崎川
- 峠：観音峠

## 歴史
- 1889年（明治22年）4月1日 - 町村制の施行により、内林村・曽我谷村・瓜生野村・熊崎村・新堂村・千妻村・岡田村・木崎村の区域をもって発足。
- 1929年（昭和4年）4月1日 - 園部町・園部村と合併し、改めて園部町が発足。同日桐ノ庄村廃止。

## 交通

### 鉄道路線
村域を鉄道省の山陰本線が通過したが、駅は所在しなかった。

### 道路
- 山陰街道（現・国道9号）

現在は旧村域を京都縦貫自動車道の園部インターチェンジが所在するが、当時は未開通。

## 元桐ノ庄村記念公園
2024年（令和6年）5月、村の歴史を伝える元桐ノ庄村記念公園が完成した。